# Aeshna theobaldi
Aeschna theobaldi
Espèce
Synonymes
- †Aeschna theobaldi Piton, 1935

Aeshna theobaldi est une espèce fossile de libellule du genre Aeshna, de la famille des Aeshnidae et de la sous-famille Aeshninae, dans l'ordre des Odonates.

## Classification
L'espèce Aeshna theobaldi est décrite en 1935 par le paléontologue français Louis Émile Piton (1909-1945).

### Fossiles
Cet holotype de l'ère Cénozoïque, et de l'époque Pléistocène (2,58 à 0,011 7 Ma) fait partie de la collection personnelle du docteur Louis Émile Piton et vient du lac Chambon dans le Puy-de-Dôme, en Auvergne. 

### Étymologie
Cette espèce est dédiée à Nicolas Théobald, dont une parution sur l'espèce en question est commune.

### Renommage
L'espèce Aeschna theobaldi est renommée en Aeshna theobaldi par A. Nel et al. en 1994,.

## Description

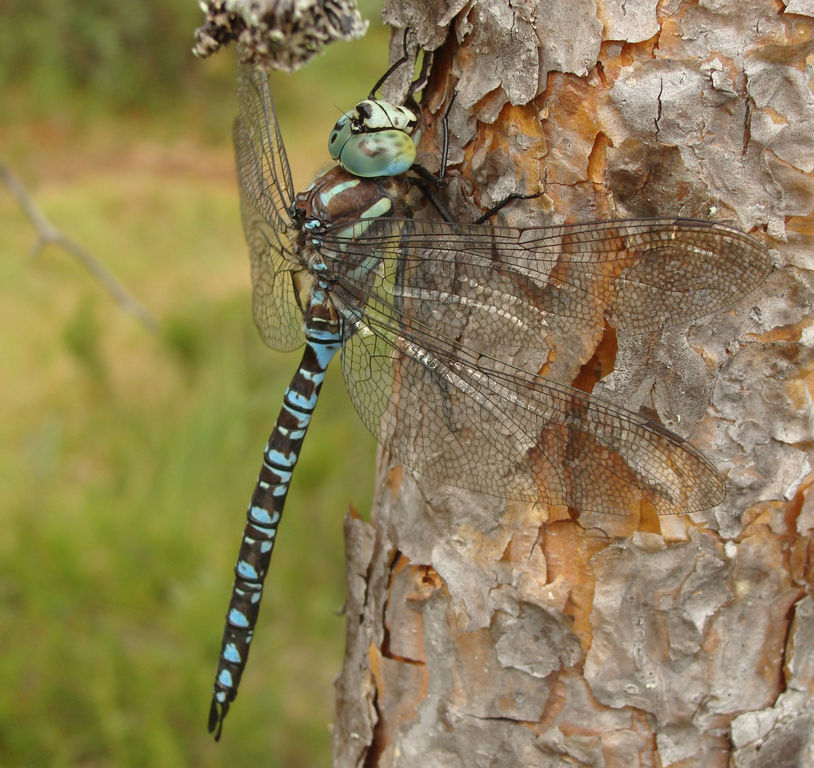
Aeshna crenata, espèce sœur vivante (mâle).

### Caractères
« Empreinte et contre-empreinte remarquables d'une aile inférieure d'Aeschna. Aile relativement étroite, bord anal légèrement excavé. Stigma médiocrement large. Secteur nodal bifurqué ne faisant pas de courbe brusque au niveau du stigma. Espace médian libre. Triangle discoïdal traversé par 3 nervules. Secteurs de l'arculus sessiles. Espace sous-médian traversé de plusieurs nervules. Membranule assez grande. 11 nervures anténodales. Ailes à réticulation peu serrée. Cette espèce se rapproche de Aeschna juncea L. , forme de l'Europe tempérée, d'Asie centrale et septentrionale et d'Amérique du Nord. ».

### Publication originale
- [1935] Louis E. Piton, Pseudo-névroptères et Névroptères des Cinérites tertiaires d'Auvergne., vol. 78, coll. « Annales de la Société Linnéenne de Lyon », 1935, 171-176 p. (DOI 10.3406/linly.1935.14761).